# Lo que escondían sus ojos
Lo que escondían sus ojos fue una miniserie de televisión basada en la novela homónima de Nieves Herrero en sus tres primeros episodios. El cuarto es original de Helena Medina, que escribió los cuatro guiones de la miniserie. Recrea una historia de amor entre el ministro franquista Ramón Serrano Suñer y la Marquesa consorte de Llanzol, que se convirtió en un escándalo en los círculos sociales más exclusivos de la sociedad del momento y que no llegó a trascender a la opinión pública.
Producida por Mediaset España para la cadena española Telecinco, que fue estrenada el 22 de noviembre de 2016  y está protagonizada por Blanca Suárez, Rubén Cortada, Emilio Gutiérrez Caba, Charlotte Vega y David Solans.

## Argumento
Sonsoles de Icaza, marquesa consorte de Llanzol, una mujer avanzada a su tiempo que lo tenía todo -belleza, riqueza y posición social- y Ramón Serrano Suñer, cuñado de Francisco Franco y fiel amigo del Régimen Nazi, ministro de Asuntos Exteriores y uno de los hombres fuertes del Régimen franquista, se enamoraron y vivieron un romance clandestino en la España de la posguerra, una época en la que la Guerra Civil había devastado el país y en la que nazis y aliados buscaban el apoyo de la nación en los albores de la Segunda Guerra Mundial.

## Reparto

### Reparto principal
- Blanca Suárez - María Sonsoles de Icaza y de León, Marquesa consorte de Llanzol
- Rubén Cortada - Ramón Serrano Suñer
- Emilio Gutiérrez Caba - Francisco de Paula Díez de Rivera y Casares, V Marqués de Llanzol
- Charlotte Vega - Carmen Díez de Rivera y de Icaza (Episodio 1; Episodio 4)
- David Solans - Ramón "Rolo" Serrano Polo (Episodio 4)
- Loreto Mauleón - Ramona "Zita" Polo y Martínez Valdés
- Pepa Aniorte - María del Carmen Polo y Martínez-Valdés
- Pepa Rus - Matilde
- Javier Rey - Cristóbal Balenciaga
- Víctor Clavijo - Antonio Tovar Llorente
- Antonio Pagudo - Dionisio Ridruejo Jiménez
- Cristina de Inza - Beatriz de León y Loynaz
- Verónika Moral - María Carmen de Icaza y de León
- Ben Temple - Samuel Hoare
- Belinda Washington - Purificación "Pura" Huétor
- Ricardo de Barreiro - Juan (Episodio 1 - Episodio 3)
- Carolina Meijer - Olivia (Episodio 1 - Episodio 3)
- Aïda Ballmann - Hilde (Episodio 1 - Episodio 3)

#### Con la colaboración especial de
- Javier Gutiérrez - Francisco Franco Bahamonde
- Carlos Santos - Emilio Torres (Episodio 1 - Episodio 3)

### Reparto recurrente
- Juan Carlos Villanueva - José Enrique Varela Iglesias
- Carlos Olalla
- Ana Adams - Sra. Hoare
- Arlen Germade
- Víctor Garrido
- Antonio Salazar - Luis Carrero Blanco
- Alexandra Pino
- Fran Morcillo
- José Saiz - Tono
- Sara Vidorreta - Sonsoles Díez de Rivera y de Icaza
- Christian Stamm - Joachim von Ribbentrop
- Pedro Civera - Amigo del Marqués
- Voro Tarazona - Cura

## Crítica
La serie ha sido criticada tanto por quienes consideran que banaliza los crímenes cometidos bajo el Régimen franquista como por el escaso rigor histórico.

## Episodios y audiencias
| Temporada | Temporada | Episodios | Estreno                 | Final                   | Audiencia media | Audiencia media | Audiencia media |
| Temporada | Temporada | Episodios | Estreno                 | Final                   | Espectadores    | Cuota           |                 |
| --------- | --------- | --------- | ----------------------- | ----------------------- | --------------- | --------------- | --------------- |
|           | 1         | 4         | 22 de noviembre de 2016 | 20 de diciembre de 2016 | 3 200 000       | 18,9%           |                 |

### Primera temporada
| N.º (serie) | Título                       | Director (es)  | Fecha de emisión        | Audiencia         |
| ----------- | ---------------------------- | -------------- | ----------------------- | ----------------- |
| 1           | «Dos mundos opuestos»        | Salvador Calvo | 22 de noviembre de 2016 | 3 348 000 (19,3%) |
| 2           | «A corazón abierto»          | Salvador Calvo | 29 de noviembre de 2016 | 3 213 000 (18,7%) |
| 3           | «Un secreto a voces»         | Salvador Calvo | 13 de diciembre de 2016 | 3 129 000 (18,4%) |
| 4           | «El mundo en nuestra contra» | Salvador Calvo | 20 de diciembre de 2016 | 3 111 000 (19,2%) |

### Especiales derivados de la serie
| N.º Episodio | Título                             | Fecha de emisión        | Audiencia         |
| ------------ | ---------------------------------- | ----------------------- | ----------------- |
| 1            | «Historia de una pasión»           | 22 de noviembre de 2016 | 1 175 000 (12,9%) |
| 2            | «El escándalo que marcó una época» | 29 de noviembre de 2016 | 1 256 000 (13,4%) |
| 3            | «Los padres de Carmen»             | 13 de diciembre de 2016 | 982 000 (11,3%)   |
| 4            | «Carmen, la musa de la Transición» | 20 de diciembre de 2016 | 1 072 000 (14,3%) |